# Список глав государств в 749 году
Список глав государств в 748 году — 749 год — Список глав государств в 750 году — Список глав государств по годам

## Африка
- Гао — Дьябай, дья (ок. 730 — ок. 750)
- Ифрикия — Абд ар-Рахман ибн Хабиб, наместник (745 — 755)
- Макурия — Абрахам, царь (ок. 748 — ок. 760)
- Некор[англ.] — 
  - Салих I ибн Мансур, эмир[англ.] (710 — 749)
  - Аль-Му'тасим ибн Салих, эмир[англ.] (749 — ?)

## Америка
- Дос-Пилас — К'авиль Чан К'инич, царь (741 — 761)
- Мутульское царство (Тикаль) — Икин-Чан-Кавиль, царь (734 — 755/760)
- Шукууп (Копан) — 
  - К’ак'-Хоплах-Чан-К’авииль, царь (738 — 749)
  - К’ак'-Йипйах-Чан-К’авииль, царь (749 — 763)
- Яшчилан (Пачан) — Йопаат-Балам II, божественный царь (742 — 752)

## Азия
- Абхазия (Абазгия) — Леон I, князь (ок. 745 — 767)
- Армения — Григорий II Мамиконян, ишхан (748 — 750)
- Бохай (Пархэ) — Да Циньмао (Вэнь-ван), ван (737 — 793)
- Гилян (Дабюиды) — Хуршид, испахбад (740/741 — 760)
- Грузия — 
  - Картли — Адарнасе III, эрисмтавар (748 — 760)
  - Кахетия — Арчил, князь[англ.] (736 — 786)
  - Тао-Кларджети — Адарнас, князь (742 — 779)
- Дханьявади — Тюрия Кету, царь[англ.] (746 — 788)
- Индия — 
  - Бадами (Западные Чалукья) — Киртиварман II, махараджа (744 — 752)
  - Венги (Восточные Чалукья) — Вишнувардхана III, махараджа (719 — 755)
  - Западные Ганги — Шрипуруша, махараджа (726 — 788)
  - Кашмир — Муктапида Лалитадитья, махараджа[нем.] (ок. 723 — ок. 760)
  - Паллавы (Анандадеша) — Паллавамалла Нандиварман II, махараджа (733 — 795)
  - Пандья — Мараварман Райясимха I, раджа (735 — 765)
  - Раштракуты — Дантидурга Кхадгавалока, махараджадхираджа (735 — 756)
- Индонезия — 
  - Матарам (Меданг) — Санджайя, шри-махараджа (732 — 760)
  - Сунда — Ракейян Банга, король (739 — 766)
  - Шривиджайя — Дармасету, махараджа (742 — 775)
- Китай (Династия Тан) — Сюань-цзун (Ли Лунцзи), император (712 — 756)
- Наньчжао — Шэньу-хуанди (Мэн Гэлофэн), ван (748 — 779)
- Омейядов халифат — Марван II, халиф (744 — 750)
- Паган — Шве Лонг, король[англ.] (744 — 753)
- Раджарата (Анурадхапура) — Аггабодхи VI, король (741 — 781)
- Силла — Кёндок, ван (742 — 765)
- Табаристан (Баванди) — Мехр Мардан, испахбад (728 — 752)
- Тибет — Тиде Цугцэн, царь (704 — 755)
- Тюргешский каганат — Бильге, каган (742 — 753)
- Тямпа — Рудраварман II, князь (ок. 731 — ок. 758)
- Уйгурский каганат — Моян-чур, каган (747 — 759)
- Ченла — Шамбхуварман, король (730 — 760)
- Япония — 
  - Сёму, император (724 — 749)
  - Кокэн, императрица (749 — 758)

## Европа
- Аль-Андалуз — Юсуф ибн Абд ар-Рахман аль-Фихри, вали (747 — 756)
- Англия — 
  - Восточная Англия — 
    - Эльфвальд, король (713 - 749)
    - Этельберт I, король (749 - ок. 760)
    - Беорна, король (749 - ок. 760)
    - Хун, король (749 - ок. 760)

  - Думнония — Дифнвел, король (715 — 750)
  - Кент — 
    - Этельберт II, король (725 — 762)
    - Эрдвульф, король (748 — 767)

  - Мерсия — Этельбальд, король (716 — 757)
  - Нортумбрия — Эдберт, король (737 - 758)
  - Уэссекс — Кутред, король (740 — 756)
  - Хвикке — Осред, король (736 — 756)
  - Эссекс — Свитред, король (746 — 758)
- Астурия — Альфонсо I Католик, король (739 — 757)
- Болгарское царство — Севар, хан (738 — 753)
- Венецианская республика — Теодато Ипато, дож (742 — 755)
- Византийская империя — Константин V, император (741 — 775)
  - Равеннский экзархат — Евтихий, экзарх (727 — 751)
  - Неаполь — Григорий I, герцог (739 - 755)
- Дания — Сигурд Ринг, король (735 - 756)
- Домнония — Даниэль, король (720 — 749)
- Ирландия — Домнал Миди мак Мурхад, верховный король (743 — 763)
  - Айлех — Ниалл Фроссах, король (743 — 770)
  - Коннахт — Фергюс I, король (742 — 756)
  - Лейнстер — Фаэлан мак Мурхада, король (738 — 760)
  - Миде —  Домнал Миди мак Мурхад, король (743 — 763)
  - Мунстер —  Катуссах мак Этерскел, король (742 — ок. 766)
  - Ольстер — 
    - Катуссах мак Элелло, король (735 — 749)
    - Брессал мак Аэд, король (749 — 750)
- Лангобардское королевство — 
  - Ратхис, король (744 — 749)
  - Айстульф, король (749 — 756)
  - Беневенто — 
    - Гизульф II, герцог (743 — 749)
    - Лиутпранд, герцог (749 — 758)

  - Сполето — Луп, герцог (745 - 752)
  - Фриуль — 
    - Айстульф, герцог (744 - 749)
    - Ансельм, герцог (749 - 751)
- Папский престол — Захарий, папа римский (741 — 752)
- Приморская Хорватия — Будимир, князь (740 — 785)
- Уэльс —
  - Брихейниог — Теудр I ап Райн, король (735 — 760)
  - Гвент — Ител III ап Морган, король (715 — 755)
  - Гвинед — Родри ап Идвал, король (720 — 754)
  - Дивед — Теудос ап Райн, король (730 — 760)
  - Поуис — Элисед ап Гуилог, король (710 — 755)
  - Сейсиллуг — Дивнуал ап Артуис, король (735 — 770)
- Франкское королевство — Хильдерик III, король (743 - 751)
  -  Австразия  — Дрого, майордом (747 - 751)
  -  Нейстрия  — Пипин Короткий, майордом (741 - 751)
  - Аквитания и Васкония — Вайфар, герцог (748 — 768)
  - Бавария — Тассилон III, герцог (748 — 788)
  - Макон — Тьерри I, граф (733 — 791)
  - Отён — Тьерри I, граф (733 — 791)
  - Шалон — Адалард, граф (733 — ок. 765)
- Фризия — Гундеболд, король (748 - 760)
- Хазарский каганат — Вирхор, каган (731 — ок. 750)
- Швеция — Харальд Боезуб, король (ок. 705 - ок. 750)
- Шотландия —
  - Пикты — Энгус I, король (729 — 761)
  - Стратклайд (Альт Клуит) — Теудебур, король (722 — 752)

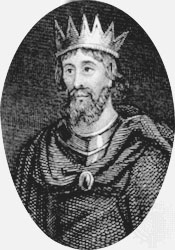
Этельбальд 716-757 Король Мерсии
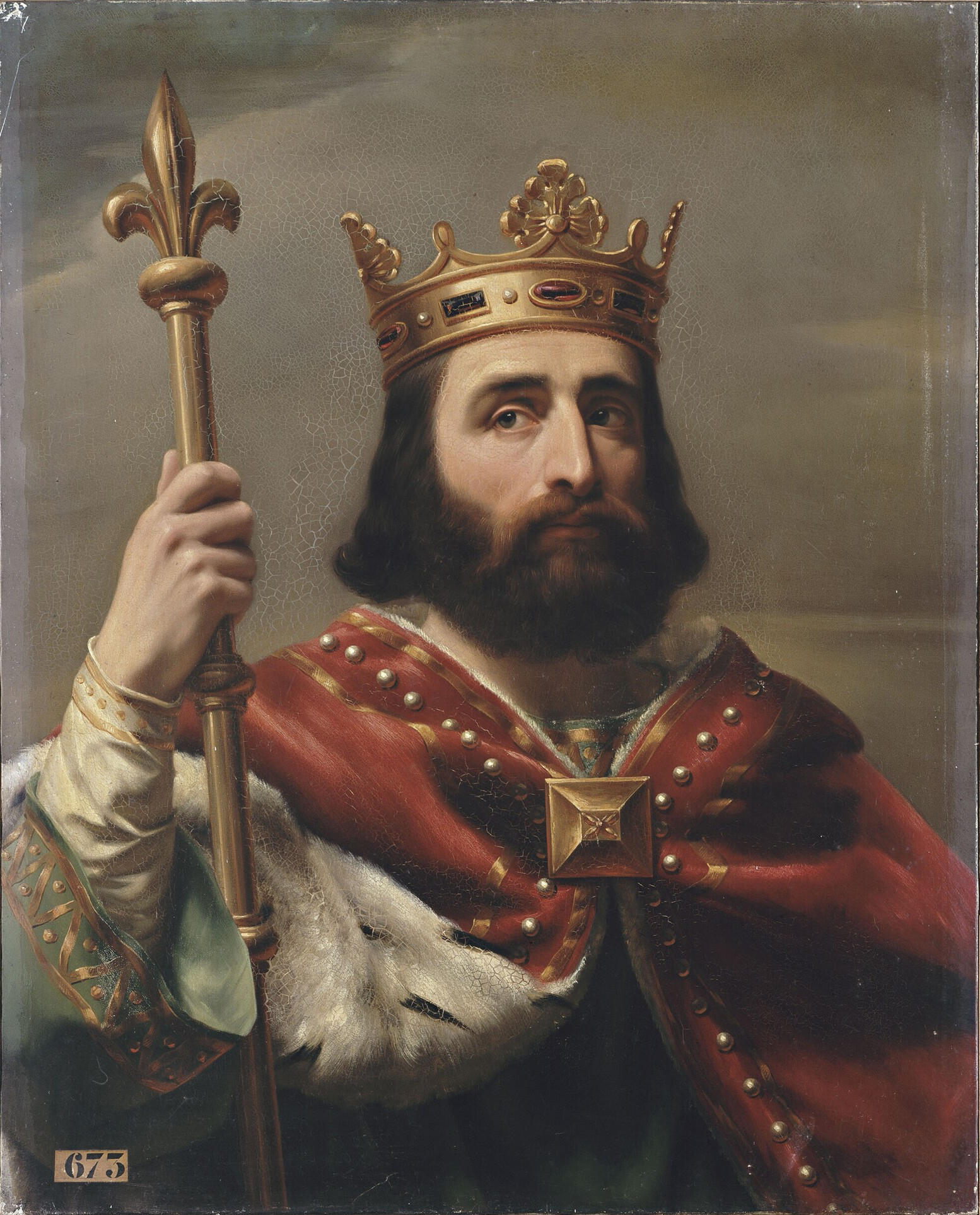
Пипин Короткий 741-751 Майордом Нейстрии
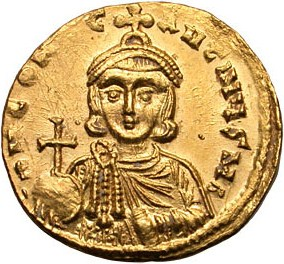
Константин V 741-775 Император Византии
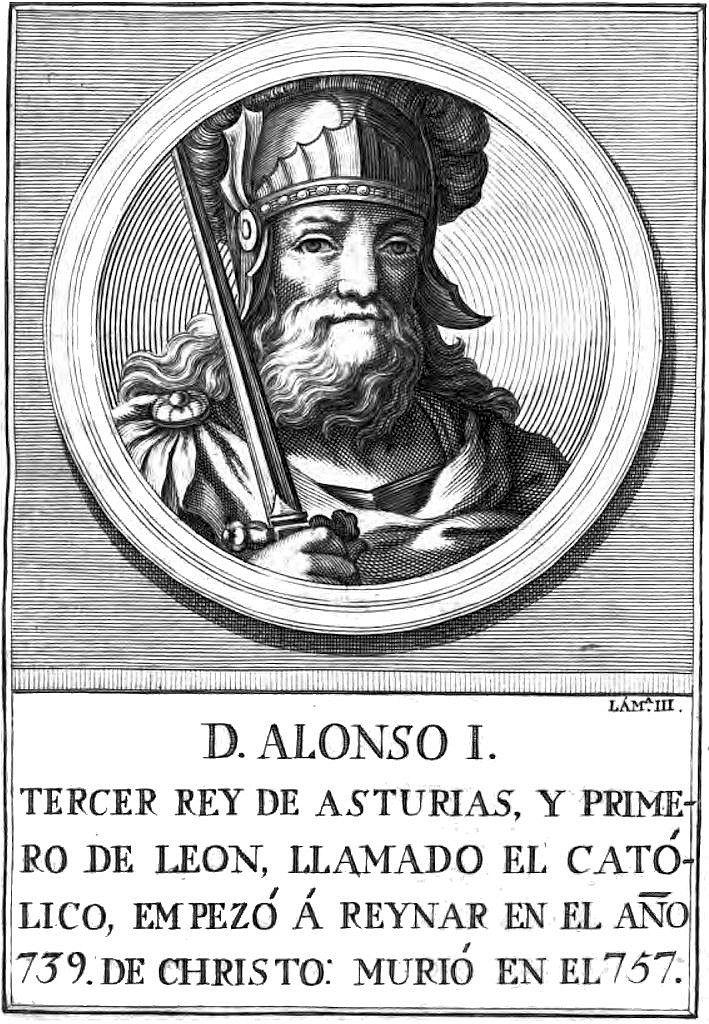
Альфонсо I 739-757 Король Астурии
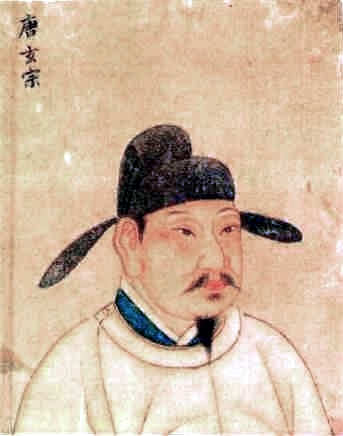
Сюань-цзун 712-756 Император Китая
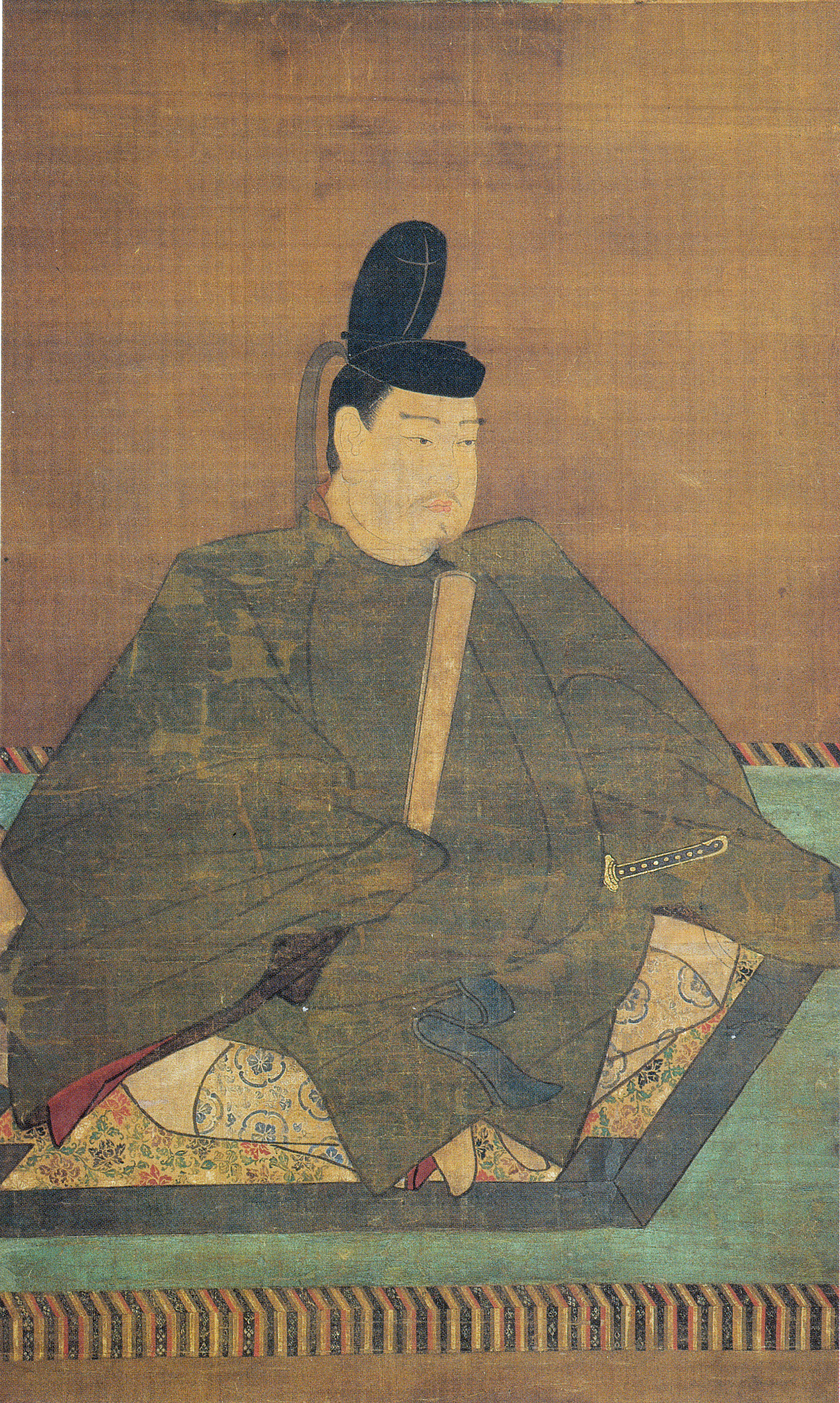
Сёму 725-749 Император Японии
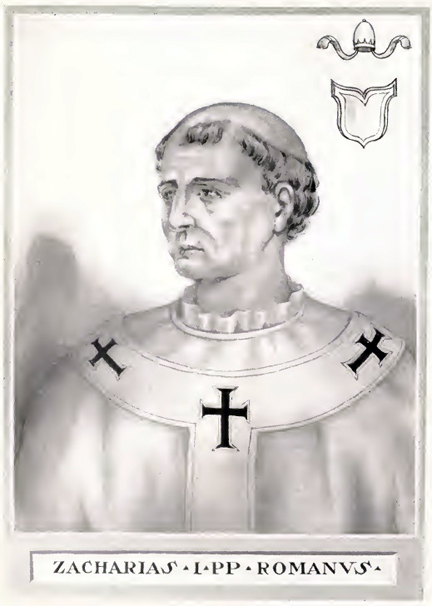
Захарий 741-752 Папа римский